# Flakbatterie Blauhand
Die schwere Flakbatterie Blauhand war im Zweiten Weltkrieg eine verbunkerte Stellung der Marine-Flak im Westen des Jadebusens.

## Lage und Aufbau
Die Flakbatterie Blauhand befand sich direkt nördlich des Fort Blauhand das im Ersten Weltkrieg errichtet wurde. Nördlich des Forts gab es eine Kantinengebäude und einen Maschinenbunker mit 2-cm-Flakwaffe. Die eigentliche Batterie bestand aus vier Geschützhochbunkern die um einen zentral liegenden verbunkerten Leitstand angeordnet waren.

## Organisatorische Eingliederung

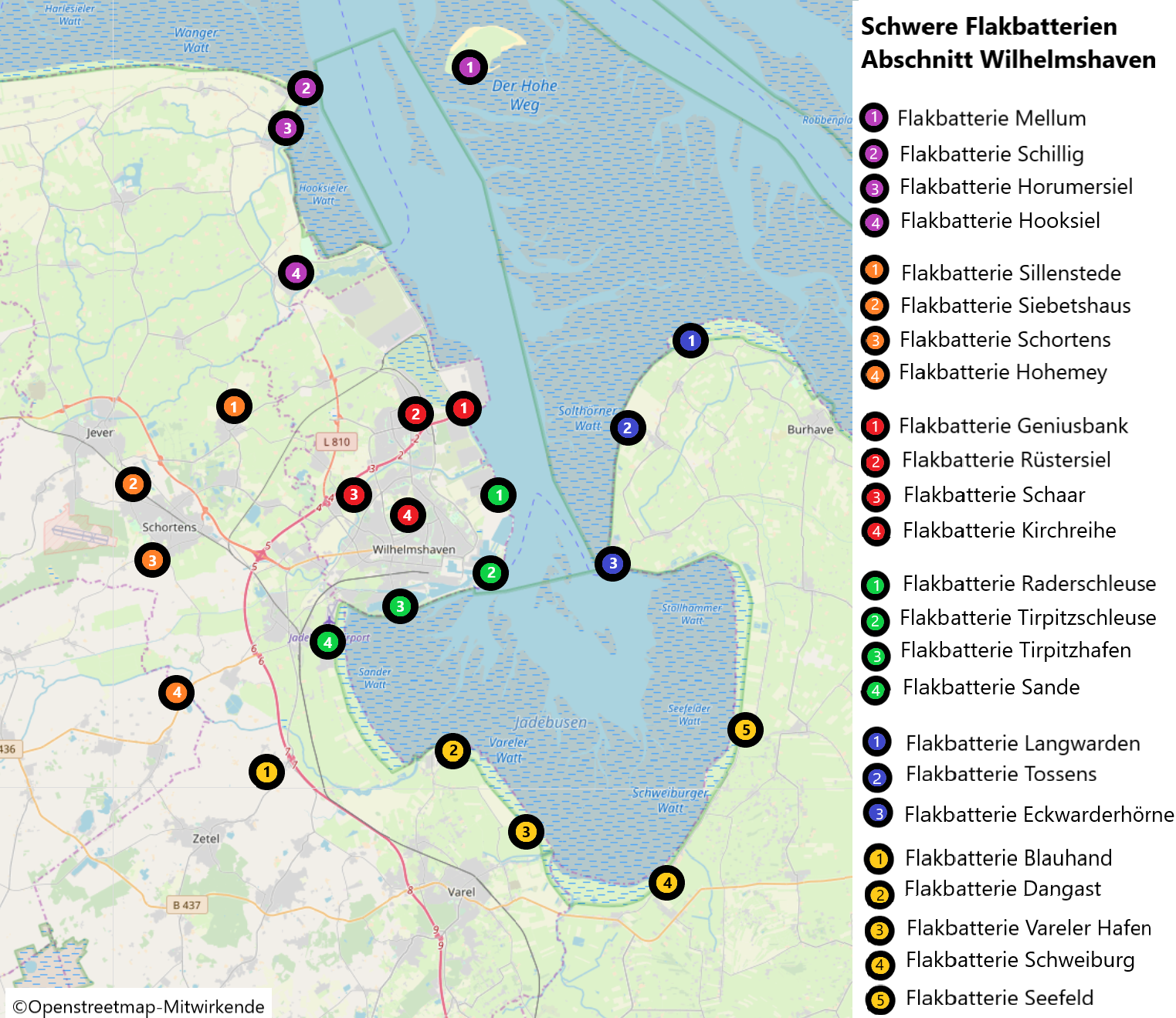
Position der Flakbatterien im Abschnitt Wilhelmshaven

Für die Küstenverteidigung war der Küstenbefehlshaber Deutsche Bucht verantwortlich. Die Batterie gehörte als Teil der II. Marineflakbrigade zum Abschnitt Wilhelmshaven. Die Flakbatterie gehörte zur Marineflakabteilung 222, deren Flakuntergruppenkommando Süd bei Vareler Hafen lag.

## Geschichte

### 8,8-cm – Im Fort Blauhand
Mitte Oktober 1939 wurde eine schwere Flakbatterie aus dem Ostseeraum in den Abschnitt Wilhelmshaven kommandiert. Die Batterie wurde zunächst im Fort Blauhand eingerichtet. Um ein freies Schussfeld zu erlangen, wurden die Bäume im Umfeld der Anlage gefällt. Die Batterie bestand zunächst aus drei 8,8-cm-Flakgeschützen die als 3. Batterie der Marineflakabteilung 222 dem Flakgruppenkommando unterstellt war. Das alte Infanteriewerk im Fort Blauhand und eine Baracke dienten zunächst als Unterkünfte für die Mannschaften. Bis eine eigene Küche errichtet war, wurde die Truppe aus der Großküche der Jachmann-Kaserne versorgt. Im Frühjahr 1940 erhielt die Batterie ein viertes Geschütz.

### 10,5-cm – Ausbau
Ende 1940 wurde mit dem Bau einer verbunkerten Batterie begonnen, die mit 10,5-cm-Flakgeschützen ausgestattet wurde. Vermutlich aufgrund der Erfahrungen beim Umbau der Infanteriewerke in den Forts Hohemey, Sillenstede und Hooksiel entschied man sich aus Kostengründen für einen Neubau der Batterie nördlich des Forts. Der Umbau der Batterie wurde wahrscheinlich zwischen Frühjahr und Spätsommer 1942 vollzogen. Im Dezember 1942 wurde ein FuMG 62 Würzburg installiert. Am 6. Oktober 1943 wurde außerdem ein Flugmeldegerät 311 41G (cB) in Betrieb genommen. In der Flakbatterie Blauhand kamen auch Marinehelfer des der Oberschule Varel und der Oberschule Westerstede, Pyrmont und Clausthal ab März 1943 zum Einsatz.

### Kriegsende
Die Batterie griff bei Abwehrkämpfen in Grabstede, Grabstederfeld, Neuenburg und Zetel ein. Kurz vor Kriegsende bezog eine Luftwaffeneinheit mit vier Flakgeschützen Flak 40 in der Nähe der Batterie Stellung, sie kam jedoch nicht mehr zum Einsatz.

### Nachkriegszeit
Die Batterie wurde im Sommer 1945 durch die Besatzungsmacht gesprengt. Im Jahr 1952 begann der Abbruch der Bunker. Heute sind nur noch das Wirtschafts- und das Kantinengebäude als Wohnhäuser erhalten.